# Boguszyce (gmina w województwie łódzkim)
Boguszyce (początkowo alt. Byliny) – dawna gmina wiejska istniejąca do 1954 roku w woj. warszawskim, a następnie w woj. łódzkim. Siedzibą władz gminy były Boguszyce.
Za Królestwa Polskiego gmina Boguszyce należała do powiatu rawskiego w guberni piotrkowskiej; w obu wykazach (1867 i 1868) określana jako gmina Byliny albo Boguszyce.
W okresie międzywojennym gmina Boguszyce należała do powiatu rawskiego w woj. warszawskim. 1 lipca 1924 od gminy Boguszyce odłączono wieś Rawska Wola, osadę fabryczną Tatar i osadę rolną Tatar, które włączono do miasta Rawa Mazowiecka. 1 kwietnia 1939 roku gminę wraz z całym powiatem rawskim przeniesiono do woj. łódzkiego.
Po wojnie gmina zachowała przynależność administracyjną. Według stanu z dnia 1 lipca 1952 roku gmina składała się z 27 gromad. Jednostka została zniesiona 29 września 1954 roku wraz z reformą wprowadzającą gromady w miejsce gmin. Po reaktywowaniu gmin z dniem 1 stycznia 1973 roku gminy Boguszyce nie przywrócono, a jej dawny obszar wszedł głównie w skład gminy Rawa Mazowiecka.
Uwaga: do 1938 roku w woj. warszawskim istniały 2 gminy o nazwie Boguszyce – drugą była gmina Boguszyce w powiecie nieszawskim.